# Donald Spoto
Donald Michael Spoto (wym. [ˈdɑnəld ˈmaɪkəl ˈspoʊtoʊ]; ur. 28 czerwca 1941 w New Rochelle, zm. 11 lutego 2023 w Køge) – amerykański biograf i teolog. Laureat nagrody im. Edgara Allana Poego za biografię The Dark Side of Genius: The Life of Alfred Hitchcock (1984) w kategorii najlepsza książka krytyczna / biograficzna.
Napisał łącznie 29 książek, w tym biografie osób związanych z przemysłem filmowym i teatrem, m.in. Alana Batesa,  Alfreda Hitchcocka, Audrey Hepburn, Elizabeth Taylor, Grace Kelly, Ingrid Bergman, Jamesa Deana, Laurence’a Oliviera, Marilyn Monroe, Marlene Dietrich i Tennessee Williamsa. Był też autorem biografii Windsorów (od epoki wiktoriańskiej do księżnej Diany) oraz hagiografii postaci religijnych – Jezusa, Joanny d’Arc i Franciszka z Asyżu.

## Życiorys

### Młodość i edukacja
Donald Michael Spoto urodził się 28 czerwca 1941 w New Rochelle w stanie Nowy Jork. Jego ojciec, Michael, był fotografem komercyjnym lub sprzedawcą. Matka, Anne Spoto (z domu Werden), pracowała w dziale informacji publicznej. Dorastał w New Rochelle, gdzie uczęszczał do Iona Preparatory School. Pod koniec lat 50. XX wieku zagrał w kilku produkcjach Fenimore Players – lokalnej grupy teatralnej, której prezesem przez pewien czas był jego ojciec.
Studiował językoznawstwo na College of the Holy Cross w Worcester w stanie Massachusetts, a następnie na Iona College (obecnie Iona University) w New Rochelle, uzyskując tytuł licencjata. W 1966 uzyskał tytuł magistra na Fordham University, z kolei cztery lata później doktorat ze studiów nad Nowym Testamentem. Jako student, a później profesor religii, wygłaszał liczne wykłady, m.in. o „drażliwych obszarach nauczania religii młodzieży”. W 1973 oraz 1974 pracował w agencji reklamowej, „głównie dlatego, że chciałem dowiedzieć się, jak wygląda prawdziwy świat” – wspominał w 1976.

### Kariera naukowa
Wykładał teologię, mistycyzm chrześcijański i literaturę biblijną na Fairfield University w Fairfield w stanie Connecticut i na College of New Rochelle, a później filmoznawstwo na nowojorskiej The New School for Social Research (1966–1986). W 1974 prowadził intensywny kurs z języka łacińskiego w CUNY Latin/Greek Institute, będącego częścią City University of New York. W połowie lat 70. prowadził zajęcia na temat Alfreda Hitchcocka w The New School na Manhattanie. Ze względu na ich duże zainteresowanie, nie wszystkim studentom udawało się w nich uczestniczyć. Od 1987 wykładał na Uniwersytecie Południowej Kalifornii (USC). Był też gościnnym wykładowcą w Brytyjskim Instytucie Filmowym (BFI) i National Film Theatre w Londynie (1980–1986).

### Pisanie

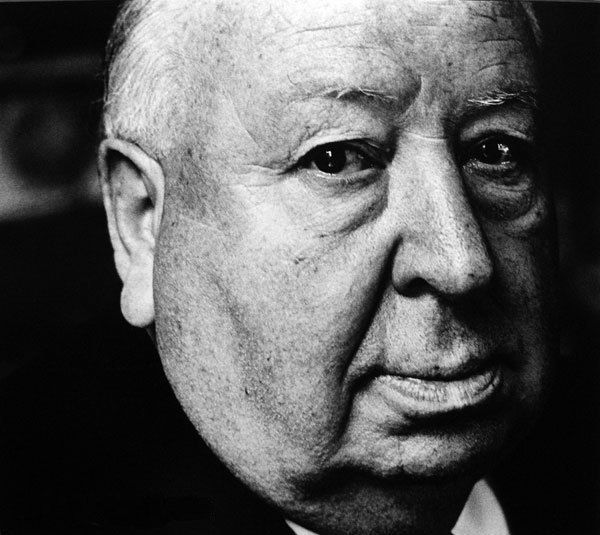
Twórczość Alfreda Hitchcocka (na zdj. ok. 1972), miała istotny wpływ na pisanie Spoto

Wpływ na jego pisanie miała twórczość Hitchcocka, którą poznał w wieku 10 lat, kiedy w RKO Proctor’s Theater w New Rochelle obejrzał film Nieznajomi z pociągu (1951). Jak mówił w 1976: „Ten film mnie kompletnie wykończył. Zniszczył mnie. Uznałem jego obrazy za przytłaczające. A potem odkryłem, że każdy film Hitchcocka, który się pojawił, absolutnie mnie zafascynował”.
Pierwszą napisaną przezeń książką był przewodnik dla kinomanów – The Art of Alfred Hitchcock: 50 Years of His Motion Pictures (1976). Kontrowersje wzbudziła opublikowana w 1983 biografia angielskiego reżysera, The Dark Side of Genius: The Life of Alfred Hitchcock, w której – poza starannie kultywowanym wizerunkiem, jaki Hitchcock starał się wykreować – zagłębił się oraz opisał m.in. surowe traktowanie przez reżysera niektórych aktorów i inne niepochlebne szczegóły. „Donald Spoto nie przedstawił tutaj heroicznego portretu Alfreda Hitchcocka. Zamiast tego jest to obraz mocno represjonowanego, a nawet skrzywionego, wiktoriańskiego dżentelmena” – argumentował recenzujący książkę na łamach „The New York Timesa” Christopher Lehmann-Haupt. Richard Grenier z „The Timesa” przekonywał, że chociaż Spoto darzył szacunkiem twórczość filmowca, to temat charakteru i sposobu pracy Hitchcocka przyćmił jego wysiłek.
Kolejną kontrowersję i rozgłos wywołała biografia Laurence’a Oliviera z 1992, w której napisał, że angielski aktor, będący trzykrotnie żonaty (z Jill Esmond, Vivien Leigh oraz Joan Plowright), miał 10-letni romans z Dannym Kaye (opublikowana w 2005 autoryzowana przez spadkobierców Oliviera biografia Terry’ego Colemana kwestionowała tę historię). Najmłodszy syn Oliviera, Richard, przyznał, że teoria Spoto była „niszcząca”.
Uwagę na siebie zwrócił także biografią Marilyn Monroe z 1993, w której podważał często powtarzane twierdzenia, jakoby aktorka – która zmarła w 1962 – miała romanse zarówno z prezydentem Johnem F. Kennedym, jak i jego bratem, Robertem F. Kennedym, a jej śmierć była w pewnym sensie próbą zatuszowania sprawy. Zdaniem Spoto Monroe łączył krótki romans tylko z Johnem F. Kennedym. Nazwał „przemysł chałupniczy” oskarżeń oraz teorii spiskowych „ponurą cykloramą oszustw i sensacji”, a osoby propagujące takie opowieści – jego zdaniem, kierowały się motywacją finansową. Teoria Spoto zakładała, że aktorka zmarła w wyniku przedawkowania barbituranów podanych przez lewatywę, którą zalecił jej psychiatra.

### Śmierć
Zmarł 11 lutego 2023 w wieku 81 lat w wyniku krwotoku mózgowego. Został pochowany na cmentarzu Borup Kirkegård w Danii.

## Życie prywatne
Od lat mieszkał w Borup. Otwarcie przyznawał się do swojego homoseksualizmu. Jego mężem był duński artysta i administrator szkoły Ole Flemming Larsen.

## Publikacje
Łącznie napisał 29 książek. Był autorem biografii osób związanych z kinematografią, a także postaci religijnych; swoje wykształcenie teologiczne wykorzystał do napisania życia Jezusa Chrystusa oraz hagiografii Joanny d’Arc – Joan: The Mysterious Life of the Heretic Who Became a Saint (2007).

- The Art of Alfred Hitchcock (1976, Doubleday)
- Stanley Kramer, Film Maker (1978, Putnam)
- Camerado: Hollywood and the American Man (1978, Plume)
- The Dark Side of Genius: The Life of Alfred Hitchcock (1983, Little, Brown and Company)
- The Kindness of Strangers: The Life of Tennessee Williams (1985, Little, Brown and Company)
- Falling in Love Again: Marlene Dietrich (1985, Little, Brown and Company)
- Lenya: A Life (1989, Little, Brown and Company)
- Madcap: The Life of Preston Sturges (1990, Little, Brown and Company)
- Laurence Olivier: A Biography (1992, HarperCollins)
- Blue Angel: The Life of Marlene Dietrich (1992, Doubleday)
- Marilyn Monroe: The Biography (1993, HarperCollins)
- A Passion for Life: The Biography of Elizabeth Taylor (1995, HarperCollins)
- The Decline and Fall of the House of Windsor (1995, Simon & Schuster)
- Dynasty: The Turbulent Saga of the Royal Family from Victoria to Diana (1995, Simon & Schuster)
- Rebel: The Life and Legend of James Dean (1996, HarperCollins)
- Diana: The Last Year (1997, Random House)
- Notorious: The Life of Ingrid Bergman (1997, HarperCollins)
- The Hidden Jesus: A New Life (1998, St. Martin’s Press)
- Jacqueline Bouvier Kennedy Onassis: A Life (2000, St. Martin’s Press)
- Reluctant Saint: The Life of Francis of Assisi (2002, Viking Press)
- In Silence: Why We Pray (2002, Viking Press)
- Enchantment: The Life of Audrey Hepburn (2006, Random House/Harmony)
- Joan: The Mysterious Life of the Heretic Who Became a Saint (2007, HarperOne)
- Otherwise Engaged: The Life of Alan Bates (2007, Hutchinson Heinemann)
- Spellbound by Beauty: Alfred Hitchcock and His Leading Ladies (2008, Random House/Harmony and Hutchinson)
- High Society: The Life of Grace Kelly (2009, Random House/Harmony)
- Possessed: The Life of Joan Crawford (2010, William Morrow and Company)
- The Redgraves: A Family Epic (2012, Crown Publishing Group)
- A Girl’s Got To Breathe: The Life of Teresa Wright (2016, University Press of Mississippi)

### Ocena książek
Był znany z przywiązywania dużej wagi naukowej do wybieranych przez siebie tematów. „The Daily Telegraph” napisał, że „jego talent do nawiązywania z nimi [tematami] bliskiej więzi był powszechnie podziwiany”. Autor podkreślił, że domyślnym modus operandi Spoto było „wydobywanie mroczniejszych stron biografii, które badał”, czego przykładem jest biografia Hitchcocka z 1983 czy też książka In Spellbound by Beauty: Alfred Hitchcock and his Leading Ladies (2008), w której opisał toksyczne relacje – niekiedy graniczące z sadyzmem – z aktorkami, m.in. Grace Kelly, Kim Novak i Tippi Hedren.
Pisane przez niego biografie uchodziły za bogate w szczegóły, niekiedy do tego stopnia, że krytycy literaccy zarzucali im nagromadzenie drobiazgów, ale brak osobowości. Frank Rich, główny krytyk teatralny „The New York Timesa”, recenzując The Kindness of Strangers: The Life of Tennessee Williams (1985), napisał, że brakowało mu „pasji – do [Tennessee] Williamsa, do teatru, do języka i opowiadania scen, jakich wymaga literacka biografia”. „Publishers Weekly” nazwał jego biografię Oliviera z 1992 „wspaniałą, poruszającą biografią godną swojego zmiennego tematu”. Michael Coveney, recenzując biografię Alana Batesa z 2007, nazwał Spoto „amerykańskim quasi-akademickim plotkarzem, który napisał pełne zapału, autorytatywne książki”.
Barry Forshaw stwierdził na łamach „The Timesa”, że Spoto jest „jednym z najbardziej przenikliwych biografów, człowiekiem, którego spostrzeżenia na temat poruszanych przez niego zagadnień są zawsze niezwykle ostre jak brzytwa”.

## Nagrody i wyróżnienia
| Rok  | Nagroda                         | Kategoria                                  | Nominacja za                                          | Wynik   | Źródło      |
| ---- | ------------------------------- | ------------------------------------------ | ----------------------------------------------------- | ------- | ----------- |
| 1984 | Nagroda im. Edgara Allana Poego | Najlepsza książka krytyczna / biograficzna | The Dark Side of Genius: The Life of Alfred Hitchcock | Wygrana | [ 2 ] [ 9 ] |

### Tytuły
W 2013 Academy of Art University (AAU) z siedzibą w San Francisco w stanie Kalifornia, przyznała mu tytuł doktora honoris causa w  uznaniu jego wkładu w literaturę i edukację.